# Europa Tower
Der Europa Tower (litauisch Europos bokštas) in der litauischen Hauptstadt Vilnius ist mit 33 Stockwerken und einer Höhe von 148 Metern derzeit der höchste Wolkenkratzer in den baltischen Ländern. Das Hochhaus wurde nach einem Entwurf des Vilniuser Architektenbüros Audrius Ambrasas Architects Company ab dem Jahr 2002 als Teil des Büro- und Einkaufszentrums Europa Square (Europos aikštė) in Šnipiškės, dem neuen Geschäftsviertel von Vilnius, errichtet und am 1. Mai 2004 im Rahmen der Feierlichkeiten anlässlich des Beitritts Litauens zur Europäischen Union offiziell eröffnet.
Aufgrund seiner Bauhöhe war das Projekt anfangs umstritten – Kritiker bemängelten, dass das Hochhaus die historische Silhouette der Altstadt von Vilnius beeinträchtigen könnte, zumal der ursprüngliche Entwurf, der 30 Etagen vorsah, um drei weitere Stockwerke ergänzt wurde. Heute fügt sich das Gebäude, das 2004 als einer der besten neuen Wolkenkratzer für den Emporis Skyscraper Award nominiert wurde, in eine Reihe weiterer Hochhäuser ein, die die Skyline des neuen Vilnius bilden. Die Aussichtsplattform in der 31. Etage war bis August 2012 sonntags für das Publikum kostenlos zugänglich.